# Friedrich Adrario
Friedrich Adrario (29. listopadu 1918 Piedicolle – 25. června 2011 Vídeň) byl rakouský kapitán (německy Hauptmann) Wehrmachtu za druhé světové války a později generálmajor rakouského Bundesheeru. Je držitelem Rytířského kříže Železného kříže.

## Život
Narodil se 29. listopadu 1918 v Piedicolle. Za druhé světové války velel jednotce Panzerjäger-Abteilung 272 v rámci německé armády, 6. května 1942 obdržel německý kříž ve zlatě a 26. prosince 1944 mu byl propůjčen Rytířský kříž Železného kříže. Po válce působil v hodnosti generálmajora v rakouském Bundesheeru. Zemřel 25. června 2011 ve Vídni.

## Vyznamenání
- |  Železný kříž (1939) I. a II. třídy
- Německý kříž ve zlatě (6. května 1942)
- Rytířský kříž Železného kříže (26. prosince 1944)